# Eadberht Præn
Pour les articles homonymes, voir Eadbert.
Eadberht Præn est roi du Kent de 796 à 798.

## Biographie
Le royaume du Kent, soumis au puissant roi Offa de Mercie depuis le milieu des années 780, profite de sa mort en 796 pour recouvrer son indépendance. À sa tête se trouve Eadberht Præn, qui ne tarde pas à faire frapper des pièces en son nom à Cantorbéry (en ayant recours à certains monnayeurs ayant travaillé pour Offa) et chasse l'archevêque Æthelhard de son royaume. Les archives de Christ Church ont été détruites vers cette période, ce qui suggère que l'abbaye a également pu être pillée par Eadberht,.
Son nom, également porté par deux rois du VIIIe siècle (Eadberht Ier et Eadberht II), suggère qu'il est issu de l'ancienne famille royale du Kent. Il faut vraisemblablement l'identifier avec le prêtre nommé Odberht qui se trouvait en exil à la cour de Charlemagne avant la mort d'Offa. La cour franque semble avoir servi de refuge à bon nombre d'adversaires d'Offa, dont le plus célèbre est Ecgberht du Wessex. Il n'est pas à exclure que Charlemagne ait apporté son soutien à la reconquête du Kent par Eadberht.
Le règne d'Eadberht Præn est bref : il est vaincu en 798 par Cenwulf, successeur d'Offa désireux de rétablir l'autorité mercienne sur le Kent. Cenwulf bénéficie dans cette entreprise du soutien du pape Léon III en raison du statut de « clerc apostat » d'Eadberht, qui aurait abjuré ses vœux pour devenir roi. Faute de pouvoir l'exécuter, puisqu'il reste un prêtre, Cenwulf lui fait arracher les yeux et couper les mains,. D'après une tradition ultérieure, il aurait été par la suite cloîtré à l'abbaye de Winchcombe, dans le Gloucestershire, avant d'en être libéré le jour de la consécration de son église, en 811.